# 1943 – Kampf um das Vaterland
1943 – Kampf um das Vaterland (Originaltitel: Nedodrzaný slub) ist ein Kriegsfilm in Kooperation mit der Slowakei, der Tschechischen Republik und den USA des Regisseurs Jirí Chlumský aus dem Jahr 2009.

## Handlung
Martin Friedmann wächst in einer kinderreichen jüdischen Familie in der slowakischen Stadt Bánovce nad Bebravou auf. Sein Leben wird durch den Ausbruch des Zweiten Weltkriegs, den Anschluss der Slowakei an die Nazis und die anschließende Judenverfolgung auf den Kopf gestellt. Motiviert durch einen Brief eines Freundes begibt er sich freiwillig in das Arbeitslager in Sereď, wo es ihm aufgrund seiner Fähigkeit, Fußball zu spielen, gelingt, der Deportation in ein Vernichtungslager zu entgehen. Eines Tages flieht er aus dem Lager und kehrt in seine Heimatstadt zurück, nur um festzustellen, dass seine Familie vertrieben wurde.
Nach der Rückkehr ins Lager erkrankt Martin an einer Lungenentzündung und der Arzt schickt ihn in ein Sanatorium. Um nicht ins Lager zurückkehren zu müssen, arbeitet er als Hilfsarbeiter in einem Kloster.
Kurz vor Kriegsende verlässt Martin das Kloster, nimmt Kontakt zum Widerstand in Poprad auf und schließt sich unter dem Namen Martin Petrášek den Partisanen an. Er beteiligt sich aktiv am Slowakischen Nationalaufstand, während dessen er in Zvolen arbeitet. Nach der Niederschlagung der Rebellion flüchten er und die anderen Partisanen in die Berge, wo sie kämpfen und es schaffen, bis zum Ende des Krieges durchzuhalten.
Am Ende kehrt Martin in seinen Geburtsort zurück, wo er nur Erinnerungen und Familienerbstücke vorfindet. Der Film endet mit Aufnahmen des echten Martin Friedmann, der Ende der 2000er Jahre die Slowakei besucht und am Donauufer in Bratislava steht.

## Produktion und Veröffentlichung
Regie führte Jirí Chlumský. Das Drehbuch schrieb Jan Novák. Der Produzent war Iveta Cerna Ivanova. Die Musik komponierte  Michal Novinski. Für die Kameraführung war Jan Duris verantwortlich. Erstmals veröffentlicht wurde der Film am 25. April 2009 Los Angeles Jewish Film Festival in den USA. In Deutschland erschien die DVD am 27. Januar 2015.

## Rezeption
„Fesselndes Drama nach einer wahren Geschichte. Die mitunter klischeehafte Inszenierung wird dem Stoff zwar nicht immer gerecht, dennoch berührt der Film nicht zuletzt dank seines bemerkenswerten Hauptdarstellers.“